# Pierwszy rząd lorda Derby

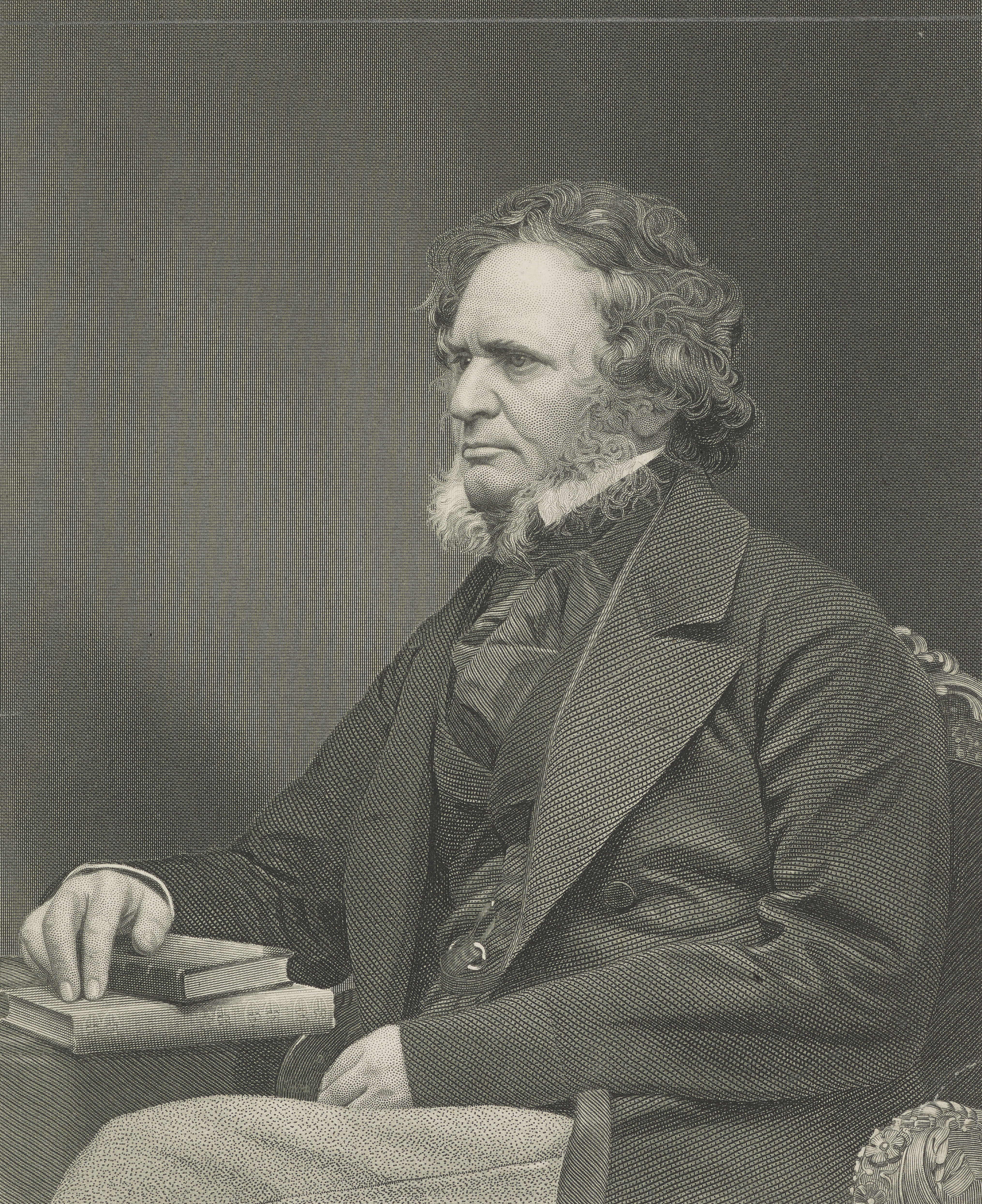
Hrabia Derby, premier, pierwszy lord skarbu

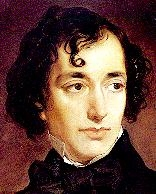
Benjamin Disraeli, kanclerz skarbu

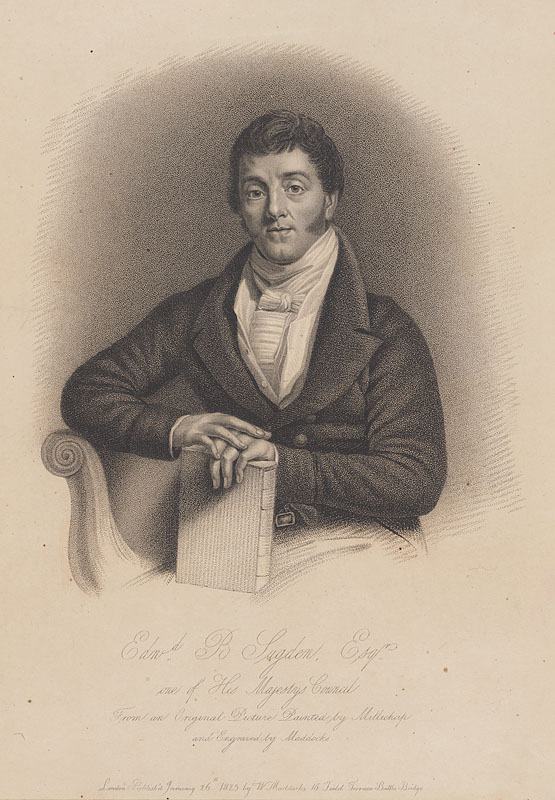
Baron St Leonards, lord kanclerz

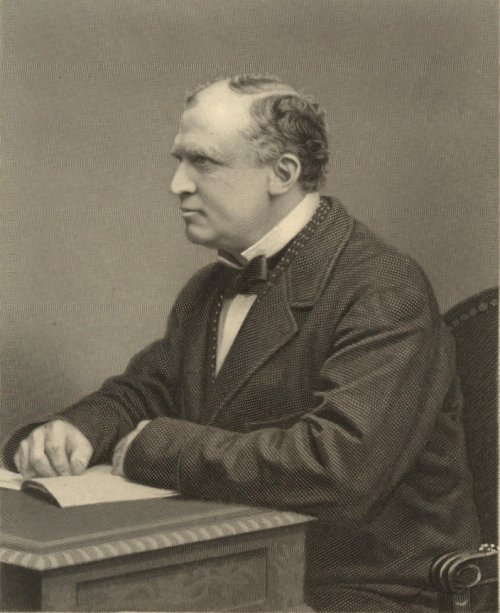
Lord Stanley, podsekretarz stanu w ministerstwie spraw zagranicznych

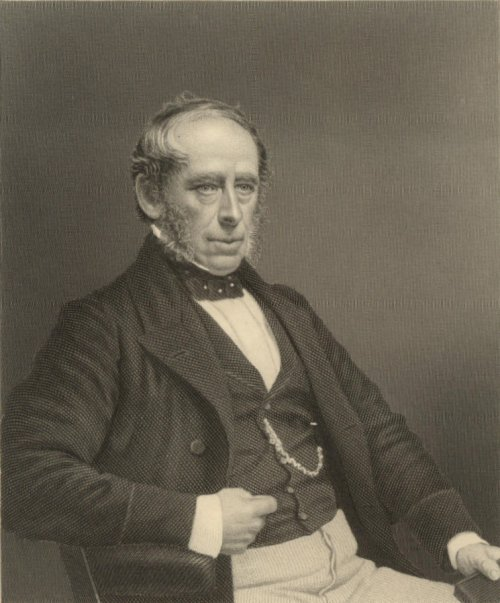
John Pakington, minister wojny i kolonii

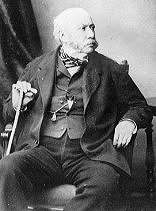
Hrabia Hardwicke, poczmistrz generalny

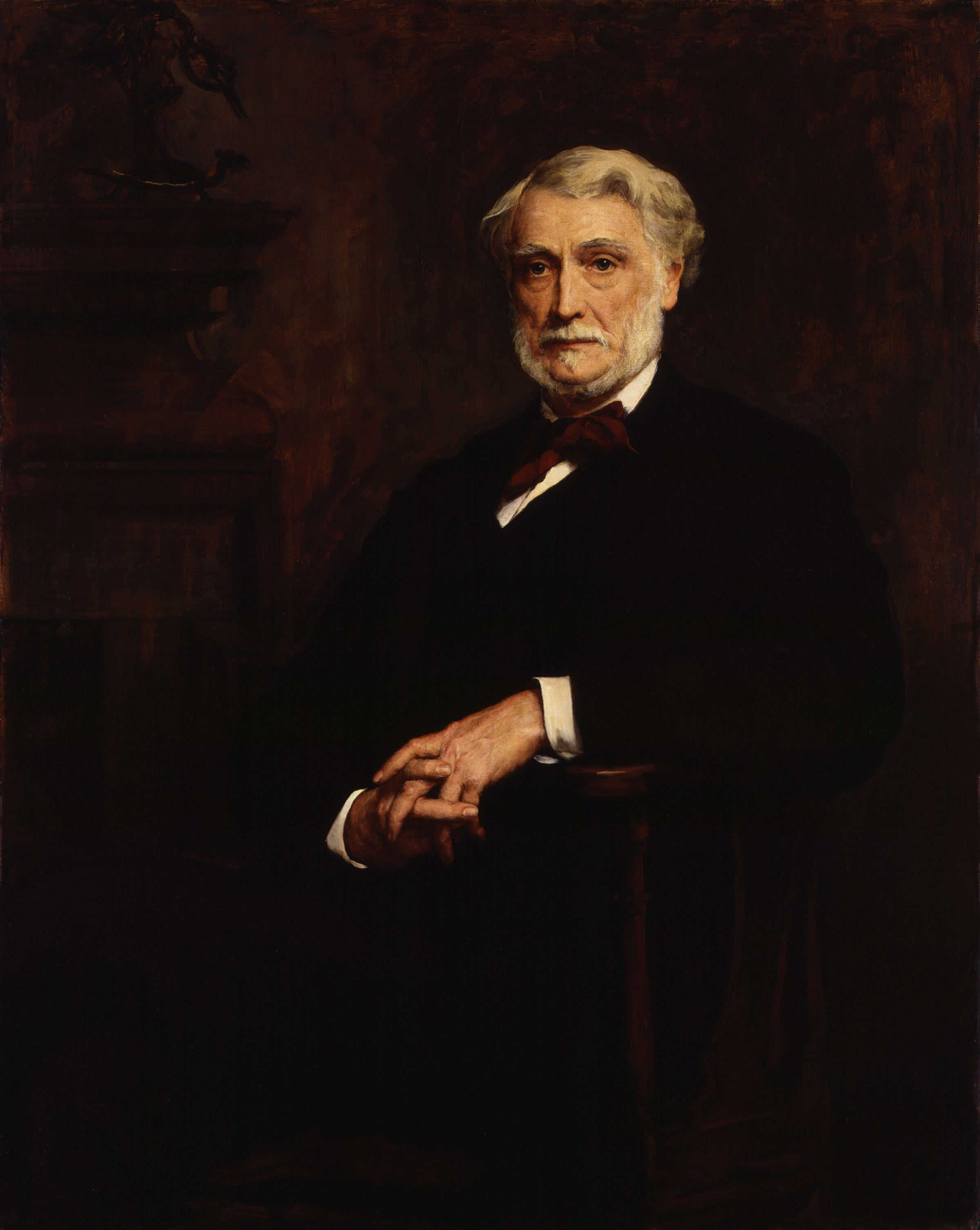
John Manners, pierwszy komisarz ds. prac publicznych

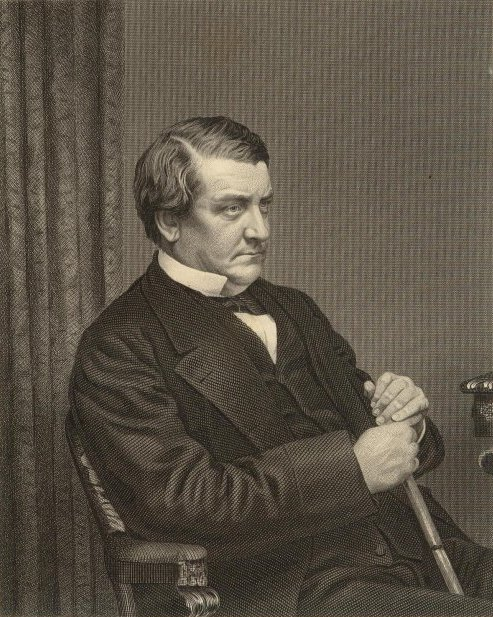
Lord Naas, główny sekretarz Irlandii

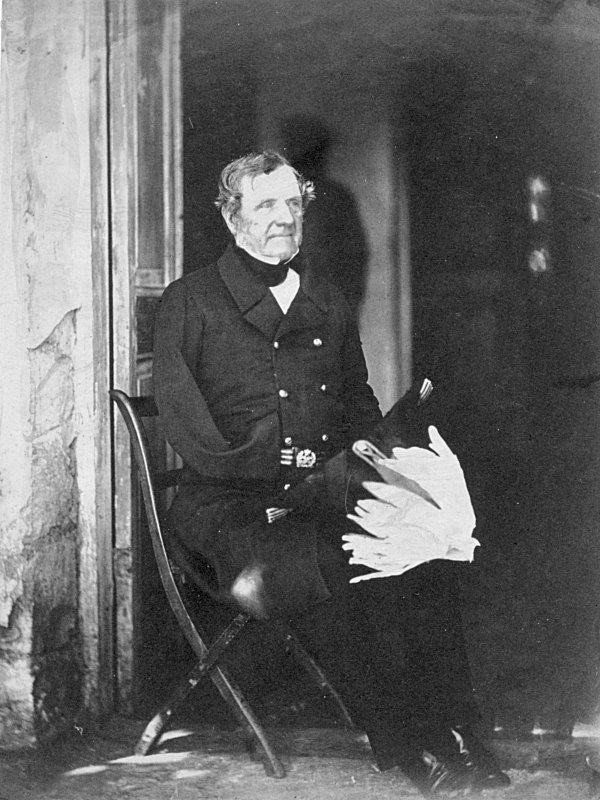
Lord Raglan, generał artylerii

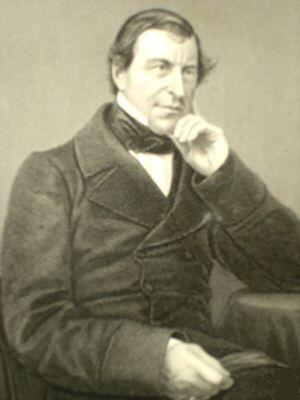
Frederic Thesiger, prokurator generalny

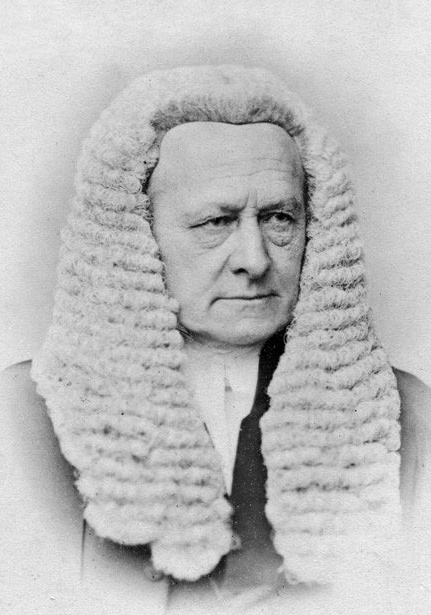
Fitzroy Kelly, Radca Generalny

Pierwszy rząd pod przewodnictwem Edwarda Stanleya, 14. hrabiego Derby, istniał od 23 lutego do 17 grudnia 1852 r.
Członków ścisłego gabinetu wyróżniono tłustym drukiem.

## Skład rządu
| Urząd                                                  | Imię i nazwisko | Kadencja |
| ------------------------------------------------------ | --- | -------- |
| Premier Pierwszy lord skarbu                           | Edward Stanley, 14. hrabia Derby | 1852     |
|                                                        | |          |
| Kanclerz skarbu                                        | Benjamin Disraeli | 1852     |
| Parlamentarny sekretarz skarbu                         | William Forbes Mackenzie | 1852     |
| Finansowy sekretarz skarbu                             | George Alexander Hamilton | 1852     |
| Młodsi lordowie skarbu                                 | Richard Temple-Grenville, markiz Chandos Henry Lennox Thomas Bateson | 1852     |
| Lord kanclerz                                          | Edward Sugden, 1. baron St Leonards | 1852     |
| Lord przewodniczący Rady                               | William Lowther, 2. hrabia Lonsdale | 1852     |
| Lord tajnej pieczęci                                   | James Gascoyne-Cecil, 2. markiz Salisbury | 1852     |
| Minister spraw wewnętrznych                            | Spencer Horatio Walpole | 1852     |
| Podsekretarz stanu w ministerstwie spraw wewnętrznych  | William Joliffe | 1852     |
| Minister spraw zagranicznych                           | James Harris, 3. hrabia Malmesbury | 1852     |
| Podsekretarz stanu w ministerstwie spraw zagranicznych | Edward Stanley, lord Stanley | 1852     |
| Minister wojny i kolonii                               | John Pakington | 1852     |
| Podsekretarz stanu w ministerstwie wojny i kolonii     | John Cuffe, 3. hrabia Desart | 1852     |
| Pierwszy lord Admiralicji                              | Algernon Percy, 4. książę Northumberland | 1852     |
| Sekretarz przy Admiralicji                             | Augustus Stafford | 1852     |
| Cywilny lord Admiralicji                               | Arthur Duncombe | 1852     |
| Przewodniczący Rady Kontroli                           | John Charles Herries | 1852     |
| Sekretarz przy Radzie Kontroli                         | Henry Baillie Charles Bruce | 1852     |
| Poczmistrz generalny                                   | Charles Yorke, 4. hrabia Hardwicke | 1852     |
| Przewodniczący Zarządu Handlu                          | Joseph Warner Henley | 1852     |
| Wiceprzewodniczący Zarządu Handlu                      | Charles Abbot, 2. baron Colchester | 1852     |
| Pierwszy komisarz ds. prac publicznych                 | lord John Manners | 1852     |
| Główny sekretarz Irlandii                              | Richard Bourke, lord Naas | 1852     |
| Lord namiestnik Irlandii                               | Archibald Montgomerie, 13. hrabia Eglinton | 1852     |
| Kanclerz Księstwa Lancaster                            | Robert Adam Christopher | 1852     |
| Generał artylerii                                      | Henry Hardinge, 1. wicehrabia Hardinge FitzRoy Somerset, 1. baron Raglan | 1852     |
| Zastępca generała artylerii                            | George Henry Frederick Berkeley | 1852     |
| Skarbnik artylerii                                     | Francis Plunkett Dunne | 1852     |
| Zaopatrzeniowiec artylerii                             | Thomas Hastings | 1852     |
| Paymaster-General                                      | Charles Abbot, 2. baron Colchester | 1852     |
| Przewodniczący Rady Praw Biednych                      | John Trollope | 1852     |
| Parlamentarny sekretarz przy Radzie Praw Biednych      | Frederick Knight | 1852     |
| Sekretarz ds. wojny                                    | William Beresford | 1852     |
| Prokurator generalny                                   | Frederic Thesiger | 1852     |
| Radca generalny Anglii i Walii                         | Fitzroy Kelly | 1852     |
| Najwyższy Sędzia Wojskowy                              | George Bankes | 1852     |
| Lord adwokat                                           | Adam Anderson John Inglis | 1852     |
| Solicitor General dla Szkocji                          | John Inglis Charles Neaves | 1852     |
| Prokurator Generalny dla Irlandii                      | Joseph Napier | 1852     |
| Solicitor General dla Irlandii                         | James Whiteside | 1852     |
| Lord steward                                           | James Graham, 4. książę Montrose | 1852     |
| Lord szambelan                                         | Brownlow Cecil, 2. markiz Exeter | 1852     |
| Wiceszambelan Dworu Królewskiego                       | Orlando Bridgeman, wicehrabia Newport | 1852     |
| Koniuszy królewski                                     | George Villiers, 5. hrabia Jersey | 1852     |
| Skarbnik Dworu Królewskiego                            | Claud Hamilton | 1852     |
| Kontroler Dworu Królewskiego                           | George Weld-Forester | 1852     |
| Kapitan Gentelmen-at-Arms                              | John Montagu, 7. hrabia Sandwich | 1852     |
| Kapitan Ochotników Gwardii                             | William FitzGerald-de Ros, 23. baron de Ros | 1852     |
| Opiekun stajni królewskich                             | James St Claire-Erskine, 3. hrabia Rosslyn | 1852     |
| Chief Equerry Clerk Marshal                            | Charles Colville, 10. lord Colville of Culross | 1852     |
| Mistress of the Robes                                  | Anne Murray, księżna Atholl | 1852     |
| Lord-in-waiting                                        | George Douglas, 17. hrabia Morton James Grimston, 2. hrabia Verulam Cornwallis Maude, 3. wicehrabia Hawarden George Monckton-Arundell, 6. wicehrabia Galway Henry Hepburne-Scott, 7. lord Polwarth Edward Crofton, 2. baron Crofton Henry Chetwynd-Talbot, 3. hrabia Talbot | 1852     |